# Princes Street
Princes Street est l'une des grandes artères de la capitale écossaise Édimbourg, au Royaume-Uni, ainsi que sa principale rue commerçante.
D'une longueur d'environ 1,6 km, elle s'étend de Lothian Road à l'ouest à Leith Street à l'est. Les véhicules privés y sont la plupart du temps interdits, la priorité étant donnée aux transport en commun, notamment le tramway. La rue n'est bordée d'immeubles que sur son côté nord, le côté sud permettant d'avoir une vue sur la vieille ville, le château d'Édimbourg, ainsi que les Jardins de Princes Street.

## Histoire

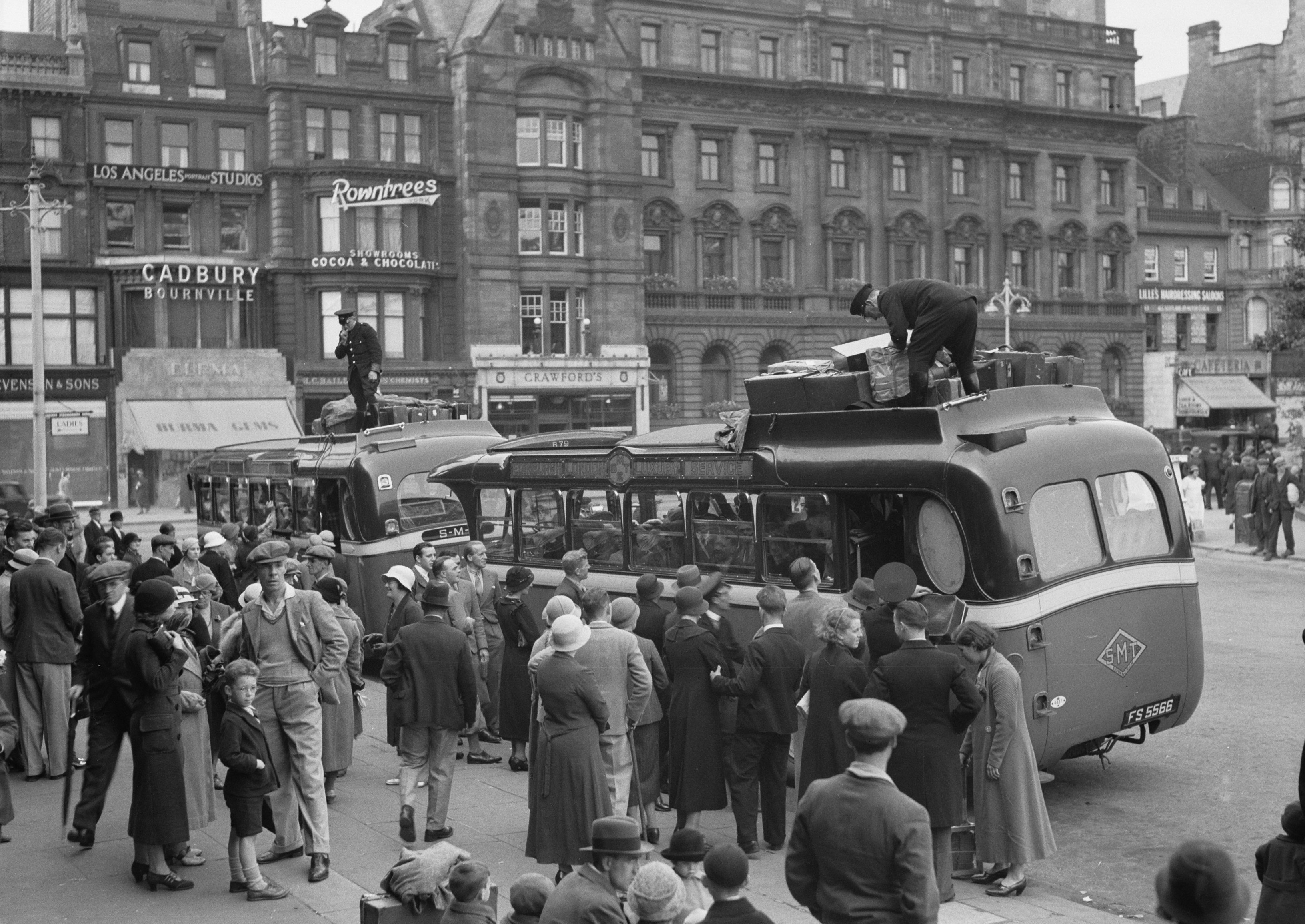
En 1934, animation sur Princes Street, avant le départ pour Londres d'autocars d'une ligne de la compagnie SMT. Deux des bâtiments de la partie droite de l'image ont depuis été remplacés par des constructions modernes. Photographie Willem van de Poll.

Princes Street doit à l'origine être nommée St. Giles Street, d'après Saint Giles (en français : saint Gilles), le saint patron de la ville. Cependant, ceci rencontre l'opposition du roi George III, car il existe alors un bidonville à Londres portant ce nom. La rue est donc baptisée Princes Street (rue des Princes) en l'honneur de ses fils, le duc de Rothesay (plus tard devenu le roi George IV) et Frédéric, duc d'York.
Durant la construction de la nouvelle ville, les eaux polluées du Nor Loch sont drainées et l'endroit est transformé en jardin public, appelé les Princes Street Gardens. Ils sont aujourd'hui l'un des principaux espaces verts du cœur d'Édimbourg.
George Street, la rue parallèle à Princes Street nommée en l'honneur de George III, devait à l'origine être la principale rue commerciale, mais Princes Street se développe davantage, en partie grâce à la vue qu'elle offre sur les jardins, le château d'Édimbourg et la vieille ville.

## Commerces

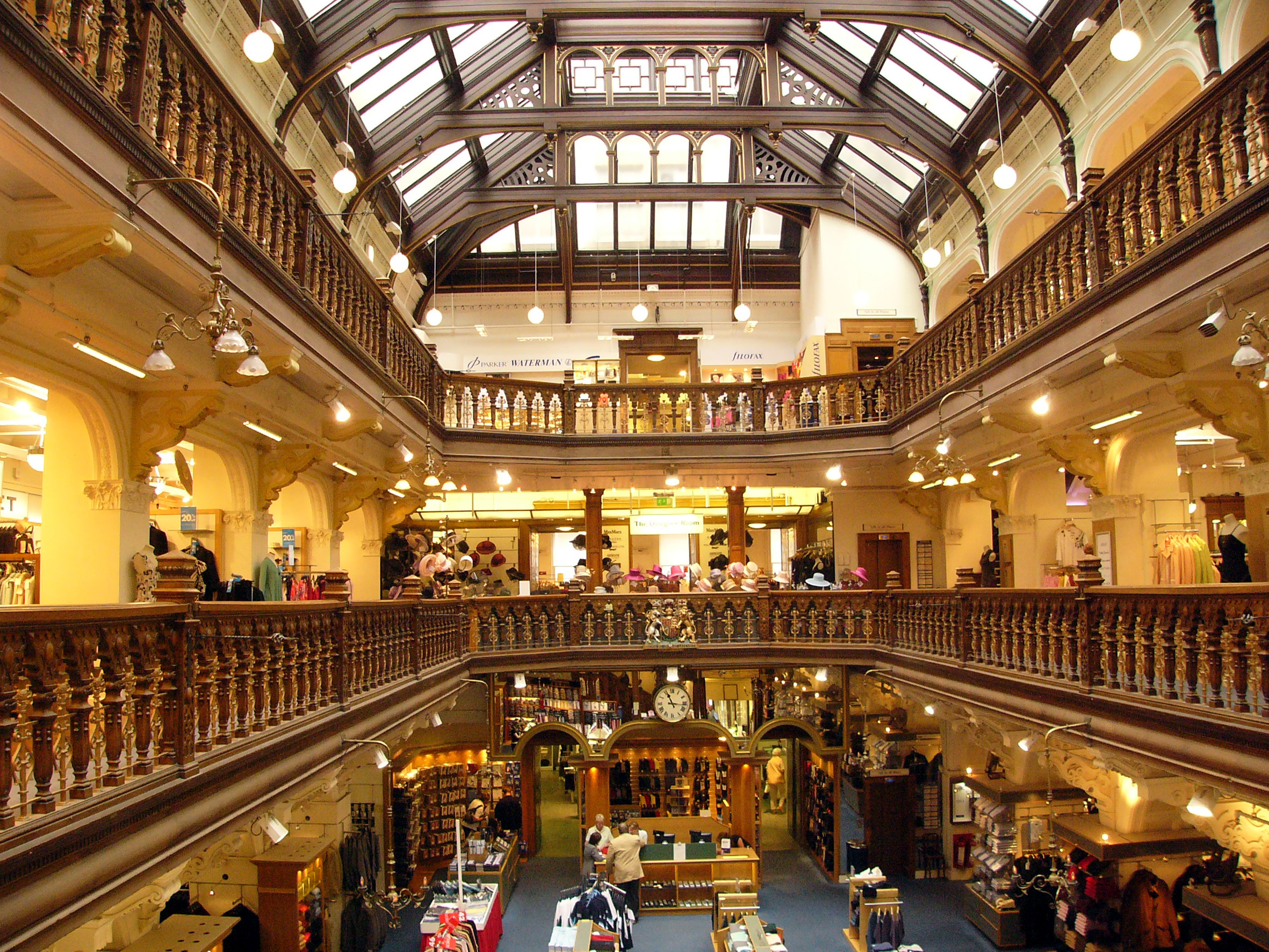
Magasin Jenners sur Princes Street.

De nombreuses grandes enseignes britanniques se trouvent sur Princes Street. Marks & Spencer, Debenhams et les grands magasins House of Fraser se situent à l'extrémité ouest. Le grand magasin Jenners est toujours une institution dans la ville. Il survit alors que de nombreux autres grands magasins tels que PTs et RW Forsyths ferment leurs portes au fil du temps. Cependant, House of Fraser le rachète en 2005 et la question se pose toujours si cette institution reste un magasin de Jenners ou bien est intégré à House of Fraser. On trouve également les enseignes suivantes : Gap, Primark, Next et Boots.
De nombreuses controverses naissent avec la construction de bâtiments durant la seconde moitié du XXe siècle le long de Princes Street. Nombre d'habitants estiment que le bâtiment du Marks & Spencer notamment, à l'architecture typique des années 1960, dénature la rue et devrait être détruit. D'autres cependant apprécient le mélange des styles et voient en ce bâtiment un bon exemple de l'architecture de cette période.

## Jardins de Princes Street et rive sud

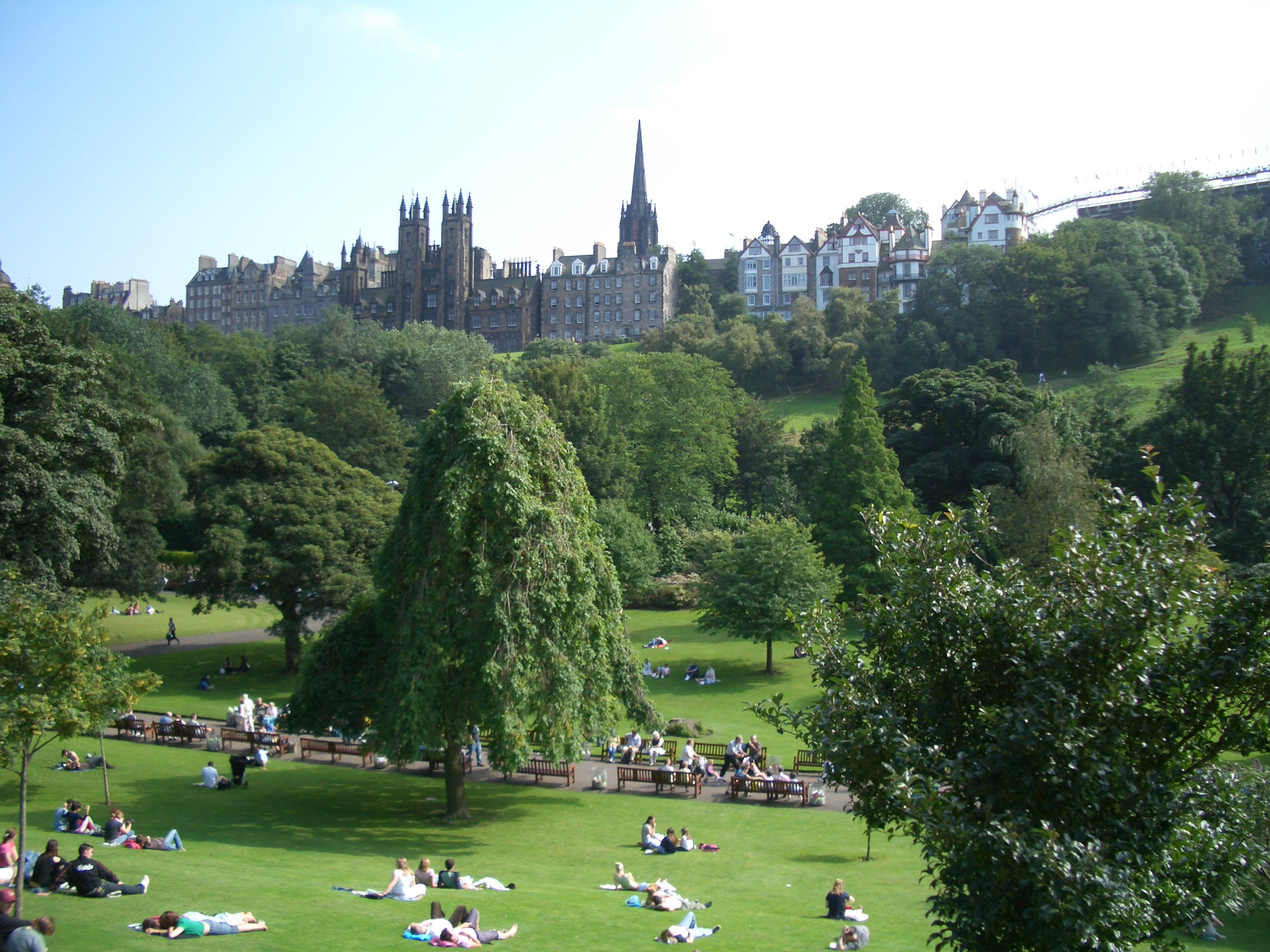
Les jardins de Princes Street.

Les jardins abritent entre autres l'amphithéâtre Ross Band Stand, un monument aux morts, une horloge fleurie ainsi que d'autres attractions. Deux des galeries nationales, la Royal Scottish Academy et la National Gallery of Scotland, se situent au pied de la colline artificielle, appelée The Mound, qui relie la ville nouvelle à la vieille ville d'Édimbourg. Plus à l'est se trouve le Scott Monument, édifié en l'honneur de Walter Scott, natif d'Édimbourg qui écrit, entre autres, Waverley — la gare d'Édimbourg Waverley tirant son nom de ce roman. À côté de la gare se trouve également le grand hôtel Balmoral et le Waldorf Astoria Édimbourg - The Caledonian.
Pendant longtemps Princes Street est, en dehors de Londres, la rue la plus chère du Royaume-Uni pour louer un commerce. Ce n'est plus le cas aujourd'hui mais la rue reste toujours très à la mode. Elle est également l'une des seules rues du pays qui soit protégée par un décret du Parlement du Royaume-Uni. Il est en effet interdit de construire tout bâtiment sur la rive sud afin de préserver la vue sur les jardins et le château.